# KkStB-Tenderreihe 42
Die kkStB-Tenderreihe 42 war eine Schlepptenderreihe der kkStB, deren Tender ursprünglich von der Böhmischen Nordbahn (BNB) stammten.
Die BNB beschaffte diese Tender für ihre Lokomotiven BNB IIa.
Sie wurden von der Lokomotivfabrik Floridsdorf (2 Stück) und der Wiener Neustädter Lokomotivfabrik (6 Stück) geliefert.
Bei der BNB erhielten sie die Reihenbezeichnung B und die Nummern 50–51, 59–62 und 69–70.
Bei der kkStB bekamen sie die Bezeichnung 42.01–08 und wurden weiter gemeinsam mit der Reihe 103 eingesetzt.
Nach dem Ersten Weltkrieg kamen die verbliebenen fünf Stück mit den 103ern zur ČSD.